# Autoroute A3 (Croatie)
Pour les articles homonymes, voir Autoroute A3.
L'autoroute croate A3 (en croate : Autocesta A3) est une autoroute majeure de Croatie longue de 306,5 kilomètres. L'autoroute relie Zagreb à la région de Slavonie, et passe par de nombreuses villes bordées par le Save. Elle est une voie importante d'axe est-ouest et comprend une grande partie du corridor paneuropéen X, reliant l'Union européenne aux Balkans. L'autoroute comprend une grande partie de la ceinture périphérique de Zagreb et passe à proximité de plusieurs grandes villes de Croatie. L'autoroute permet aux communes auxquelles elle passe un impact économique positif.
L'autoroute est constituée et d'une bande d'arrêt d'urgence et de deux voies de circulation dans chaque direction, séparées par un terre-plein central.  Toutes ses intersections sont des croisements dénivelés. L'autoroute comporte plusieurs échangeurs autoroutiers dont des échangeurs en trèfle avec d'autres autoroutes de Croatie : A1, A2, A4 et A5. En octobre 2010, un autre échangeur en trèfle était en construction sur l'autoroute, permettant une intersection avec l'A11.
Elle comporte de nombreux ponts et caniveaux, mais aucun tunnel car l'autoroute est en grande partie située dans les plaines. Le pont de Sava est la structure la plus importante de l'autoroute. Actuellement, 21 sorties et 18 aires se trouvent le long de la route. Une grande partie de l'autoroute est à péage et utilise système de ticket. Le tronçon restant utilise un système de péage à barrière. La ceinture périphérique de Zagreb n'est pas à péage. Le paiement des péages dépend de la classification des véhicules en Croatie. L'autoroute est exploitée par Hrvatske autoceste.